# 頴娃氏
頴娃氏（えいし）は、日本の氏族。
伴姓肝付氏の庶流。鎌倉時代に頴娃地方を支配していた平姓頴娃氏と区別される。初代兼政は肝付河内守兼元の次男で、島津久豊の養子に迎えられ、応永27年（1420年）に頴娃の地を与えられた。天正16年（1588年）に8代久音が薩摩国谷山に移封されるまで頴娃の地を治めた。